# Trizay-Coutretot-Saint-Serge
Trizay-Coutretot-Saint-Serge är en kommun i departementet Eure-et-Loir i regionen Centre-Val de Loire strax norr om centrala Frankrike. Kommunen ligger i kantonen Nogent-le-Rotrou som tillhör arrondissementet Nogent-le-Rotrou. År 2022 hade Trizay-Coutretot-Saint-Serge 438 invånare.

## Befolkningsutveckling
Antalet invånare i kommunen Trizay-Coutretot-Saint-Serge
Referens:INSEE